# Vinagre del Condado de Huelva
El vinagre del Condado de Huelva es un vinagre de vino procedente de la fermentación acética de un vino certificado por el Consejo Regulador de la Denominación de Origen Condado de Huelva. Debe ser un vino seco, sin resto de azúcares que puedan provocar contaminaciones posteriores con levaduras. 

## Historia
El vinagre del Condado de Huelva es un producto único y específico, de tradición histórica en la comarca. Se tiene constancia escrita de que a mediados del siglo XVIII se exportaba vinagre del Condado de Huelva a países como Inglaterra y Rusia.
Existían bodegas de gran renombre como Bodegas Pichardo, S.L., fundada en 1885, que alguna de sus naves se producían vinagres de alta calidad, como la nave «La Vinagrera». Otras bodegas como Hijos de Carlos M. Morales, S.L., fundada en 1882, se dedicaban a la crianza y exportación de vinos y vinagres del Condado.
Destaca la Bodega A. Genovés, fundada en 1930, y en especial a su fundador, Agustín Genovés Barberá, el cual viendo la gran importancia que tenían los vinagres en la zona, acudió a varias visitas al entonces Ministro de Agricultura el Excmo. Sr. Del Río, donde en el transcurso de su mandato se redactó el primer Decreto sobre la fabricación de vinagres que fue aprobado por el presidente del Consejo de Ministros Alejandro Lerroux, y publicado en la Gaceta de 1 de junio de 1935, Decreto de 31 de mayo de 1935, por aquel entonces convirtiéndose en el «Estatuto del Vino».

## Tipos
Los vinagres producidos en el Condado de Huelva se engloban en dos tipos. Un primer tipo, que procede de la fermentación acética de un vino del Condado de Huelva mediante el método industrial de fermentación sumergida que se basa en la presencia del cultivo bacteriano en el vino para acetificar, que se satura constantemente de aire finamente sub-dividido. Las condiciones de fermentación aplicadas para obtener este tipo de vinagre son de una temperatura de fermentación comprendida en el intervalo de 28-33 °C y una aireación adecuada tanto en calidad como en cantidad.
Un segundo tipo, denominado «Vinagre Viejo», que a su vez, dependiendo del tiempo y del método utilizado para el envejecimiento se distinguen tres subtipos, «Vinagre Viejo Solera», «Vinagre Viejo Reserva» y «Vinagre Viejo Añada».
Tanto el Vinagre Viejo Solera como el Vinagre Viejo Reserva se envejecen por el tradicional sistema de criaderas y soleras, donde se disponen las botas o bocoyes de roble americano en cachones de forma piramidal, en donde la hilera de estas botas o bocoyes que se encuentran más cerca del suelo se denomina solera y es de donde se realizan las sacas, una vez realizadas estas sacas se reponen estas soleras con el vinagre que se encuentra en la hilera inmediatamente superior denominada primera criadera y así sucesivamente. En el Condado de Huelva como singularidad durante todo el envejecimiento hasta la saca se adiciona o enriquece a los vinagres con el tipo de vino Generoso o Generoso de Licor, de manera que las bacterias acéticas se nutren del alcohol procedente de este vino, no degradando así al ácido acético ya formado, de forma que tras un proceso lento, mejora el buqué del vinagre por formación de ésteres como el acetato de etilo, se aumenta la cantidad de compuestos gracias a la extracción de la madera, etc.
Para el Vinagre Viejo Solera el tiempo mínimo de envejecimiento en las botas o bocoyes de roble es de seis meses, y para el Vinagre Viejo Reserva es de doce meses.
El Vinagre Viejo Añada se envejece de forma estática por el tradicional método de «Añadas», durante un período mínimo de envejecimiento de treinta y seis meses, adicionándole tal y como se detalla anteriormente el vino Generoso y Generoso de Licor, proporcionándole al vinagre sus características singulares y diferenciadoras del resto de vinagres.

## Ámbito geográfico
Los términos municipales acogidos a la D.O. «Vinagre del Condado de Huelva» son Almonte, Beas, Bollullos Par del Condado, Bonares, Chucena, Gibraleón, Hinojos, La Palma del Condado, Lucena del Puerto, Manzanilla, Moguer, Niebla, Palos de la Frontera, Rociana del Condado, San Juan del Puerto, Trigueros, Villalba del Alcor y Villarrasa, extendiéndose por la llanura del bajo Guadalquivir lindando con el parque nacional de Doñana.